# マジック・クリスチャン
『マジック・クリスチャン』（原題:The Magic Christian）は、テリー・サザーンの喜劇小説。1959年に出版された。

## 内容
主人公は、ガイ・グランド(Guy Grand）。彼はたいへんな大金持ちで、そのほとんどの時間を手の込んだ悪ふざけに費やしている。気前が良く、出来の良い笑いのためならば誰に対してでもいくらでも出費することを厭わない。彼の常軌を逸した行為はすべて、彼の考え、すなわち「誰もにそれぞれの価値に基づく価格をつけることができる」というものを立証するために行われる。『マジック・クリスチャン』では、しばしば資本主義や人間の貪欲さに対する意地の悪い風刺が繰り出され、鋭く容赦なく、その下劣さを暴き出す。

## 映像化
1969年には、この小説を下敷きとしてイギリスにて映画が製作された。監督はジョゼフ・マクグレイス 、出演はピーター・セラーズ、リンゴ・スターほか。詳細は『マジック・クリスチャン (映画)』を参照。

## 日本語訳
- 稲葉明雄訳「怪船マジック・クリスチャン号」『ブラック・ユーモア選集 4 怪船マジック・クリスチャン号』早川書房、1970年。改訂版、1976年。